# Brenda Clark
Brenda Clark (Toronto, 10 febbraio 1955) è un'illustratrice canadese nota per il suo lavoro sulla serie di libri per bambini Franklin the Turtle.

## Biografia
È nata a Toronto e ha studiato illustrazione allo Sheridan College. Ora vive a Port Hope.
Diversi libri della serie Franklin hanno ricevuto premi dal Canadian Children's Book Centre. Una serie televisiva animata Franklin basata sui libri di Franklin the Turtle è apparsa sulla televisione canadese e americana. Canada Post ha emesso un francobollo raffigurante Franklin la tartaruga nel 2012. Una seconda serie televisiva Franklin and Friends è apparsa in più di quindici paesi.
Clark è stata nominata nell'Ordine del Canada nel 2014.

## Opere selezionate
- Sadie and the Snowman (1985) testo di Allen Morgan
- Franklin in the Dark (1986) testo di Paulette Bourgeois
- Big Sarah's Little Boots (1987) testo di Paulette Bourgeois
- Little Fingerling (1989) testo di Monica Hughes, ha ricevuto un premio letterario dalla sezione di Toronto delle Imperial Order Daughters of the Empire
- My Dog: A Scrapbook of Drawings, Photos and Facts (1993) testo di Marilyn Baillie
- Puddleman (1994), testo di Ted Staunton